# Natan Spira
Natan Nate Spira, zwany Megale Amukot (ur. 1585, zm. 1633 na Kazimierzu) – kabalista, rabin, kaznodzieja, w latach 1617-1633 rektor jesziwy oraz przewodniczący sądu rabinackiego w podkrakowskim Kazimierzu.
Był autorem dzieła „Megale Amukot” (z hebr. Odkrywca tajemnic), gdzie na 252 różne sposoby zinterpretował fragment Tory, w którym Mojżesz błaga Boga o pozwolenie wejścia do Ziemi Obiecanej. Zostało ono wydane po jego śmierci, w 1637 roku.
Mieszkał na poddaszu synagogi Na Górce przy ulicy Szerokiej 22, którą ufundował dla niego teść, Mojżesz Jakubowicz. Według podań, wieczorami w jego oknie zawsze paliła się malutka świeczka, przy której studiował tajniki kabały praktycznej. Pewnej nocy świeca zgasła, a razem z nią Natan Spira, powodem jego śmierci miało być wyczerpanie pracą umysłową.
Natan Spira został pochowany na cmentarzu Remuh przy  ulicy Szerokiej, gdzie do dziś fragmentarycznie zachowała się płyta czołowa jego nagrobka z XVII wieku. Nowy, zastępczy nagrobek został wykonany po zakończeniu II wojny światowej. Znajdująca się na nim inskrypcja mówi, że „rozmawiał z prorokiem Eliaszem twarzą w twarz”.